# Landbouw

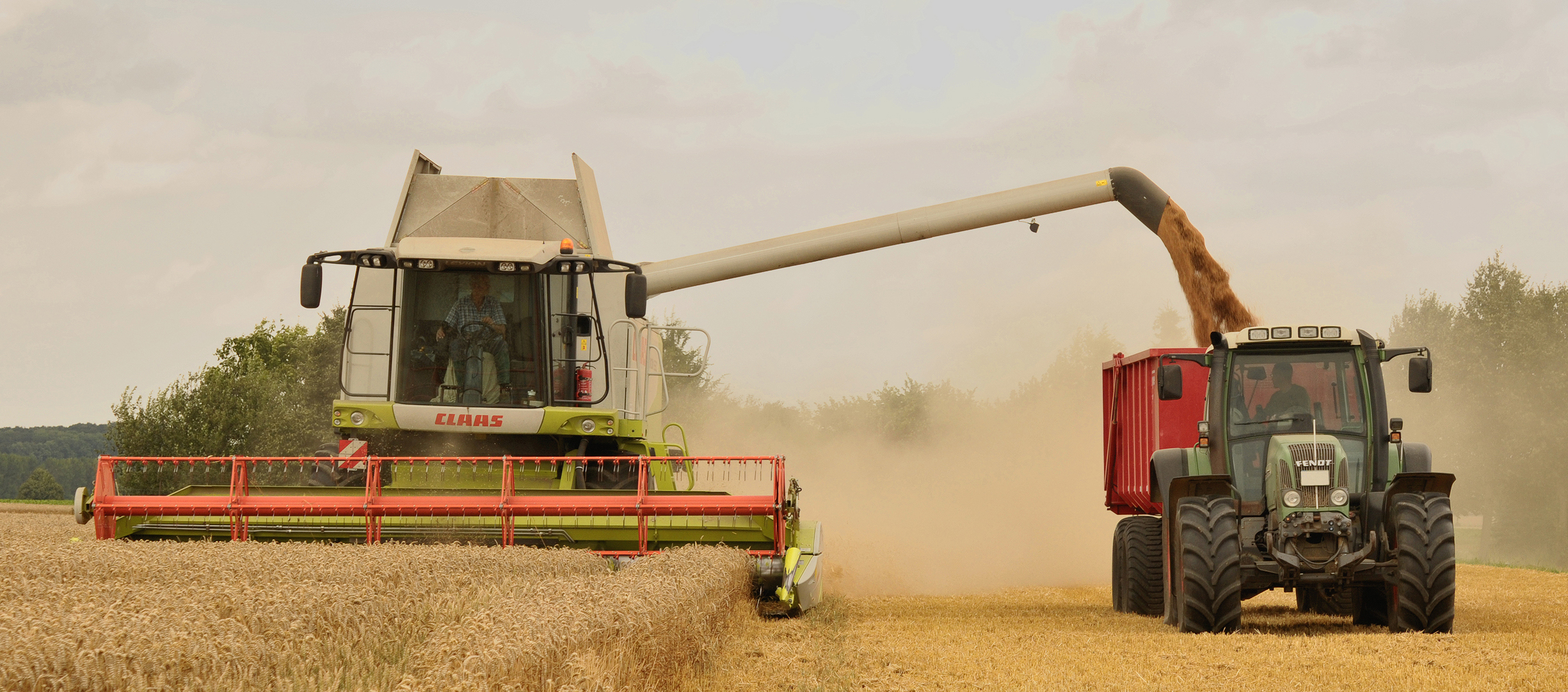
De oogst van tarwe in Duitsland. Een maaidorser verzamelt en laadt de gedorste tarwe in een aanhanger achterop een tractor.

Landbouw of agricultuur is het geheel van menselijke activiteiten waarbij de bodem wordt gebruikt voor de productie van planten en dieren, ten behoeve van de economie. Elke vorm van landbouw beïnvloedt de plantaardige en dierlijke productie met cultuurmaatregelen, omvat de oogst van deze producten en de verwerking van die oogst.Het kan hierbij gaan om de productie van voedings- en genotsmiddelen, om de productie van veevoeder, van grondstoffen en van siergewassen. Landbouwkunde is de studie die de landbouw als onderwerp heeft.
Hoewel een scherpe indeling niet altijd gemaakt kan worden, deelt men de landbouw gewoonlijk in in de akkerbouw, tuinbouw, bosbouw, weidebouw en  veeteelt. De tweede categorie wordt weer onderverdeeld in vollegronds tuinbouw en kassenteelt. Randgebieden, die doorgaans niet tot de landbouw worden gerekend, zijn de wijnbouw en visteelt.
Afhankelijk van het verbouwde gewas of de gehouden dieren, de beschikbare grondsoort en het welvaartsniveau, wordt gebruik gemaakt van verschillende landbouwmethoden. In armere gebieden wordt nog gewerkt met eenvoudig gereedschap en trekdieren, terwijl elders de landarbeid verregaand gemechaniseerd en geautomatiseerd is, met grote, technisch hoogstaande machines. Historisch gezien staat de huidige, moderne permanente landbouw, die grotere bevolkingsgroepen kan voeden, tegenover de zwerflandbouw, die zelfvoorzienend was, en weinig arbeidsintensief.
Voor de landbouw zijn abiotische factoren als temperatuur, neerslag, de bodemvruchtbaarheid, bodemstructuur en de waterhuishouding van groot belang. Zo vraagt permanente landbouw ten minste 200 tot 400 mm neerslag per jaar, mede afhankelijk van de verdamping en de grondsoort. Sommige vormen van landbouw, zoals irrigatielandbouw, vergen grote investeringen in arbeid en kapitaal, en een hoog ontwikkeld organisatieniveau. In veel landen zijn landbouwsystemen ontwikkeld waarbij kapitaalverschaffing, agrarisch onderwijs, industrie, landbouwbeleid en praktijk met elkaar verweven zijn.
Door voortschrijdende ontwikkelingen in landbouwkunde, plantenveredeling, en het gebruik van pesticiden en kunstmest zijn de opbrengsten van landbouw vanaf 1800 sterk toegenomen. De moderne landbouw is medeverantwoordelijk voor uiteenlopende milieuproblemen, zoals de uitputting van grondwater, stikstofproblematiek, ontbossing, landdegradatie en de opwarming van de Aarde. De intensieve veeteelt heeft geleid tot zorgen over dierenwelzijn en de resistentie tegen antibiotica. In diverse delen van de wereld worden met het oog op duurzaamheid en opbrengstverbetering genetisch gemodificeerde gewassen verbouwd.

## Algemeen
Landbouwactiviteiten kunnen worden onderverdeeld in een aantal deelsectoren. Het houden van gedomesticeerde dieren gebeurt in de veeteelt. Daarnaast is er visteelt. In de bosbouw worden zowel natuurlijk ontstane als aangelegde bossen gebruikt voor de houtproductie. De tuinbouw kan onderscheiden worden in groenteteelt, sierteelt, fruitteelt, boomteelt en paddenstoelenteelt voor respectievelijk de teelt van groenten, siergewassen, vruchten, jonge bomen en paddenstoelen. De akkerbouw onderscheidt zich van de tuinbouw doordat de gewassen op een grotere schaal geteeld worden; naar verhouding tot het aantal gewassen of de hoeveelheid grond is er minder arbeid nodig. Naast typische akkergewassen zoals granen worden ook akkerbouwmatig (grootschalig) groenten geteeld zoals peen. Dat laatste wordt soms akkertuinbouw genoemd.

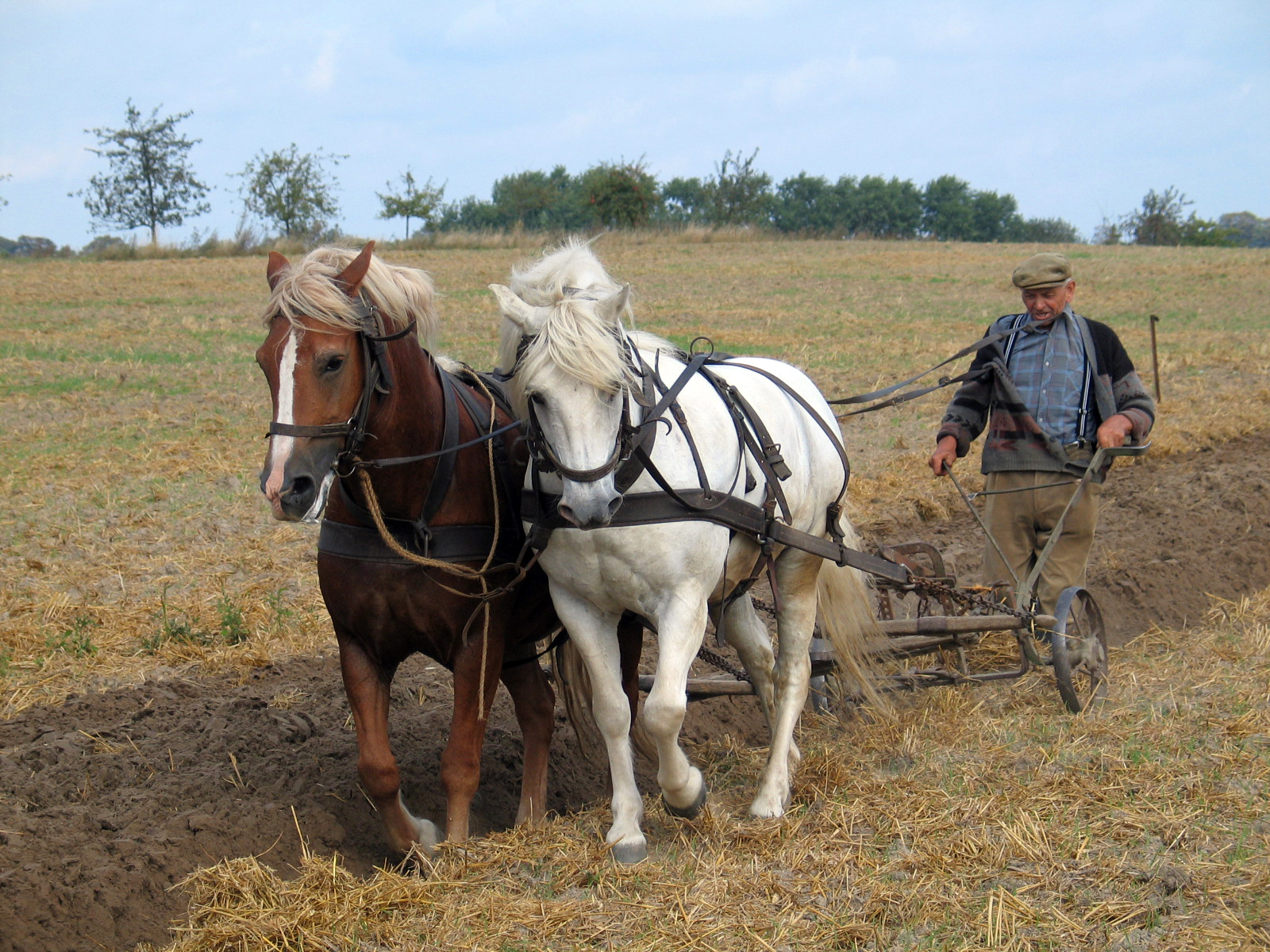
Het ploegen van het land met behulp van paarden

In het dagelijks spraakgebruik wordt het woord 'landbouw' soms in een beperktere betekenis gebruikt voor slechts een deel van de bovenstaande deelsectoren. Vandaar dat men soms spreekt van 'land- en tuinbouw' waar het woord 'landbouw' vooral naar akkerbouw verwijst, of van 'landbouw en veeteelt' waarbij landbouw alleen op het bewerken van bouwland slaat.
De uitbater van een landbouwbedrijf wordt boer genoemd, ook wel landbouwer of agrariër. Een boerderij is een bedrijf met gebouwen en bouwland of weidegrond. Voor de beoefenaren en bedrijven in de verschillende deelsectoren zijn afzonderlijke namen zoals tuinder, akkerbouwer en veehouder.
Landbouw leverde oorspronkelijk voedsel op dat vooral bestemd was voor de boer, zijn gezin, de gemeenschap en eventueel de landeigenaar, zoals in het hofstelsel. In de loop der eeuwen is grootschalige, marktgerichte landbouw in een groot deel van de wereld dominant geworden. Door toegenomen specialisatie en mechanisering neemt het aantal in de landbouw werkzame mensen af. 
Landbouw produceert niet alleen voedsel, maar ook andere goederen als sierplanten. Bovendien is de landbouw toeleverancier voor andere bedrijfstakken onder meer voor de productie van enzymen, medicijnen, lijm, bont, leer, biobrandstoffen (biodiesel, ethanol, biogas), vezels (katoen, linnen, wol) en genotmiddelen (tabak, koffie, thee, alcohol, chocolade).
In de ontwikkelde landen is door de combinatie van kennis van de bodem, waterbeheersing, meststoffen, gewassen, plantenveredeling, genetische manipulatie, onkruidbestrijding en de bestrijding van schimmels, insecten en aaltjes een hoge opbrengst per hectare bereikt. Tegelijkertijd heeft de toegenomen mechanisatie de benodigde arbeidskracht per eenheid product belangrijk verminderd. De ontwikkelingslanden hebben door gebrek aan kennis, kapitaal, opleiding en technologie deze productiviteitsverhoging nog niet weten te bereiken, waarbij naast de stabiliteit en geschiktheid van klimaat en bodem ook de politieke stabiliteit een rol speelt.

## Geschiedenis
Landbouw is ontstaan tijdens de zogeheten neolithische revolutie. Het belang van die periode voor de mens is slechts vergelijkbaar met die van de industriële revolutie vele millennia later. Hoewel het effect op de individuele mens over het algemeen beperkt was, veranderden de menselijke samenlevingen op de lange termijn drastisch door de opkomst van de landbouw. Dit is onder meer te zien aan de omvang van de wereldbevolking. Waar er aan het begin van de neolithische revolutie zo'n 1 tot 10 miljoen mensen rondliepen, overschreed de wereldbevolking in 2011 de 7 miljard.

### Jagers en verzamelaars
Meer dan 99% van haar geschiedenis leidde de mensheid het bestaan van nomadische jager-verzamelaar. Dit ging gepaard met de nodige gevaren, maar ook mogelijkheden die besloten lagen in de lokale omgeving. In dit landschap moesten de mens en zijn voorlopers zien te overleven, maar konden ook mogelijkheden vinden tot een geriefelijker bestaan. De aanpassingen aan de omgeving werden gaandeweg steeds omvangrijker en maakten de mens de ultieme ecosysteemingenieur.
Met het aflopen van de laatste ijstijd begon de bevolking zo’n 16.000 jaar geleden sterk te groeien. Om gebruik te maken van zich zo nu en dan voordoende voedseloverschotten begon men zich langer op een plek te vestigen. Zo’n 15.000 jaar geleden begon ook de Natufische cultuur in de Levant wilde granen te oogsten. Toen het tussen 11.000 en 9600 jaar geleden droger en kouder werd in het Jonge Dryas, werden manieren gevonden om gewassen toch te laten groeien. Deze eerste vorm van landbouw moet ontstaan zijn door niet al het graan van de wilde gewassen te consumeren, maar een gedeelte te bewaren om deze later te zaaien. Deze overgang moet enkele eeuwen geduurd hebben. Ongeveer 9500 jaar geleden, toen het klimaat weer gunstig werd, begon de bebouwing van wilde graansoorten volop in de Levant. De eerste gekweekte soorten verschenen ongeveer 1000 jaar later.
Waar jager-verzamelaars echter slechts enkele uren per dag besteedden aan een gevarieerde maaltijd, moesten boeren hard werken voor een eentonig maal. Waarom de overstap naar landbouw uiteindelijk dan toch gemaakt werd, is onderwerp van veel onderzoek en discussie.

### Ontwikkeling van landbouw en veeteelt

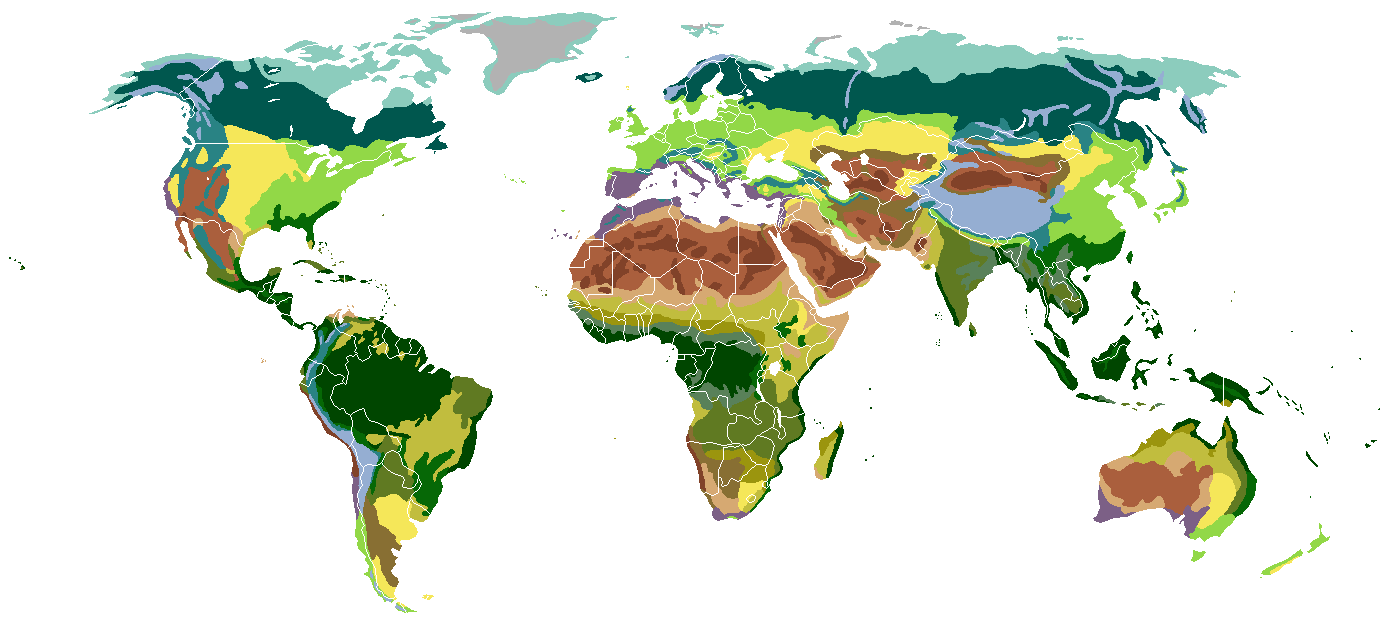
De mate van oost-westligging van de continenten is van invloed op de biomen en daarmee op de verspreiding van beschavingen.

De Levant was niet de enige plaats waar een dergelijke revolutie plaatsgreep. Zoals vaker in de geschiedenis, vonden onder min of meer gelijke omstandigheden, op verschillende plekken op aarde, vergelijkbare ontwikkelingen plaats. Zo ontstond de landbouw tussen 12.000 en 5000 jaar geleden, op minstens elf - en mogelijk meer dan twintig - verschillende plaatsen, onafhankelijk van elkaar. De oudste vondsten die op landbouw duiden, zijn in Zuidwest-Azië gesitueerd. In Ohalo II in het huidige Israël zijn zelfs vroege aanzetten tot landbouw gevonden die gedateerd worden rond 23.000 BP, zo'n 12.000 jaar eerder dan algemeen wordt aangenomen. Er zijn bewijzen dat de mens wilde granen plukte en vermaalde. Er werden aldaar ongeveer 6000 verkoolde zaadjes gevonden van wilde graansoorten als gerst, haver en wilde emmer (Triticum dicoccoides). Andere vindplaatsen bevinden zich in Amerika (mais), Afrika en Oceanië. Geen enkel spoor werd tot dusver gevonden in Australië, Groenland en Siberië.
Het lijkt er op dat de overgang zeer geleidelijk was. Men vestigde zich al voor langere tijd waar voedsel in overvloed aanwezig was, waarna het een kleine stap zal zijn geweest om neolithische tuinen te onderhouden. Een sedentaire levenswijze maakte het mogelijk meerdere kinderen te onderhouden. Met de toegenomen bevolkingsdruk kon met jagen en verzamelen niet meer volledig worden voldaan aan de voedselbehoefte, wat een drijfveer was om over te gaan tot landbouw. Hoewel landbouw niet noodzakelijk efficiënter is, is de opbrengst onder de juiste omstandigheden wel groter. Dat betekende dan ook dat de bevolking verder kon groeien, waarna er vrijwel geen weg terug meer was, het pal-effect. Dit effect zou daarna nog diverse malen optreden.
De verspreiding van de landbouw in Europa gebeurde traag tussen 7000 en 4000 v.Chr. Er zijn sporen gevonden op de Dardanellen rond 6800 v. Chr. terwijl de vroegste sporen in Schotland dateren van 3500 v.Chr. Dit zijn gedomesticeerde variëteiten, wat erop wijst dat deze gebracht zijn van het Nabije Oosten naar Europa door landbouwers die hun planten en levenswijze meebrachten. Dit had langzamerhand als resultaat dat de autochtone bevolking overging naar de agricultuur. Het vermoeden bestaat dat er een nauw verband bestaat met de diffusie van de Indo-Europese taal in Europa.
Landbouw en veeteelt betekenden het domesticeren van planten en dieren. De eerste granen bestonden waarschijnlijk uit voorouders van de huidige tarwe, gerst, gierst, rijst, rogge, haver en mais. Bij de geleidelijke overgang van jagen-verzamelen naar landbouw, trad een selectie op  doordat de grootste zaden werden bewaard voor nieuwe uitzaai, het begin van de plantenveredeling.

Duizenden jaren na de hond werden de eerste grazers gedomesticeerd. In eerste instantie ging het hierbij vooral om het vlees, maar men begon daarna ook andere zaken te gebruiken, alsook de arbeid die de dieren konden verrichten. Als trek- en lastdier vergrootten ze de productie- en transportmogelijkheden in belangrijke mate.

#### Gevolgen
Landbouw veranderde de samenleving drastisch. Steeds meer was er sprake van een vaste woonplaats, terwijl het begrip eigendom steeds belangrijker werd. Er waren ook nadelen verbonden aan de nieuwe manier van leven. De plaatsgebondenheid, en het intensiever contact met dieren, vergrootten de kans op infectieziekten, door de blootstelling aan, en de verspreiding van ziektekiemen. Samen met periodiek optredende hongersnoden door misoogsten en oorlogen, zorgde dit er voor dat de bevolking in deze periode niet al te snel groeide.
Ook kon de handel tot een grotere ontwikkeling komen. Door een toegenomen voedselzekerheid werd specialisatie van de arbeid mogelijk, er werden dorpen gevormd met mensen die onttrokken werden aan de voedselproductie. Productie kon hierdoor toenemen, ambachtslieden konden meer produceren dan zij voor eigen gebruik nodig hadden. Bij afwezigheid van een voldoende grote afzetmarkt in de directe omgeving, kon handel gedreven worden door een vorm van transport op te zetten. Lange tijd was transport via water verreweg het efficiëntst, maar lastdieren openden nieuwe gebieden voor de handel.

### Middeleeuws Europa
Hoewel de Middeleeuwen soms wel gezien worden als een periode van stagnatie, was dit niet het geval op het vlak van de landbouw. Dankzij het door de Golfstroom milde klimaat met voldoende regenval gedurende het hele jaar kon de landbouwproductie in West-Europa gestaag groeien. Door het drieslagstelsel in combinatie met de nieuwe keerploegen kon de productiviteit tot driemaal hoger liggen dan mogelijk was rond de Middellandse Zee. Het resulterende overschot maakte handel mogelijk, terwijl er ook een klasse van krijgers van onderhouden kon worden die de boeren beschermde tegen dreiging van buitenaf.

### Moderne Tijd
In de zestiende eeuw werd het drieslagstelsel langzaam vervangen door het vierslagstelsel, waardoor het knelpunt van het drieslagstelsel, namelijk de braakliggende gronden, werd uitgeschakeld. In dezelfde tijd begon de aardappelteelt, waardoor er een einde kwam aan de spanning tussen consumptie en productie. De grotere productie door de Britse agrarische revolutie in de achttiende eeuw was een van de voorwaarden die de industriële revolutie mogelijk maakte.
In de negentiende eeuw werden de handgereedschappen en de door paarden getrokken werktuigen vervangen door machines die aangedreven werden door stoom. Die stoommachines maakten in de twintigste eeuw plaats voor krachtige, geavanceerde machines met een dieselmotor, zoals een tractor of een pikdorser/maaidorser. De ontwikkeling van verschillende soorten kunstmest, de landbouwmechanisatie en de groene revolutie maakten het mogelijk dat 3 procent van de Amerikanen de rest van het land van voedsel kon voorzien.

### Hedendaagse geschiedenis
In de 21e eeuw is de opkomst van de precisielandbouw, waarbij computertechnologie gepaard gaat met een hogere efficiëntie in het werken op het land.
Verticale landbouw is in de 21e eeuw in opkomst.

## Klimaat en grondsoort
Het type landbouw dat in een bepaald gebied kan plaatsvinden is sterk afhankelijk van het klimaat en de grondsoort. Immers, niet alle planten en gewassen hebben dezelfde hoeveelheid zon en regen nodig, en ook de grond waarin ze gedijen verschilt.

### Tropisch klimaat

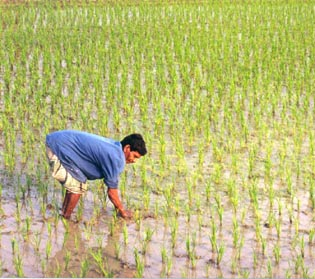
In het vochtige, warme klimaat van Bangladesh kan rijst worden verbouwd

In een tropisch, regenachtig klimaat is de grond het gehele jaar door warm en in de grote en kleine regentijd ook zeer nat. De grond heeft meestal een geel- of roodachtige kleur en is niet zo vruchtbaar. Belangrijke producten die goed tegen deze omstandigheden kunnen zijn rijst en cassave. Andere belangrijke producten uit deze streken zijn rubber, oliën, cacao, banaan die in de tropische regenwouden worden gewonnen en verbouwd. Tevens worden deze producten kunstmatig geteeld voor de export.

### Droog klimaat
In droog grasland en woestijnachtige streken is het warm en droog. De bodem is rotsachtig en zanderig en is moeilijk te bewerken. Sommige grondsoorten zijn heel vruchtbaar als ze bevloeid worden. De belangrijkste gewassen uit deze streken zijn graan, vruchten en groenten.

### Gematigd klimaat
In een gematigd klimaat is het weer mild en valt er voldoende neerslag. De rijkste landbouwgebieden bevinden zich in regio's met dit klimaat. Er kunnen allerlei verschillende soorten producten worden verbouwd, zoals graan, wortelgewassen, bladgroenten, vruchten en katoen. Ook kan er goed vee worden gehouden, omdat er grazige weiden zijn. De vruchtbare bodem van de prairies en loofbossen is rijk aan mineralen.

## Veehouderij
Al duizenden jaren lang worden er dieren gehouden voor hun vlees, melk of eieren. Sommige dieren leveren ook andere producten, zoals leer of zijde. De dieren die op de boerderij worden gehouden noemt men vee, het houden zelf heet veeteelt. Veel boeren hebben zich toegelegd op de veeteelt. Ook zijn er boeren die een gemengd bedrijf hebben, waar ze naast vee ook gewassen verbouwen. De manier waarop dieren gehouden worden hangt af van het land dat de boer tot zijn beschikking heeft, de economische en technologische middelen waartoe hij of zij de beschikking heeft en van het soort product dat hij wil verkopen. Op basis van deze factoren wordt er een dierras bepaald dat de boer zal fokken.

### Vee fokken
Fokken is een onderdeel van de veeteelt en zorgt ervoor dat de boer over voldoende dieren kan blijven beschikken om zo zijn veestapel op peil te houden. De oorspronkelijke manier om vee te fokken is het bij elkaar zetten van mannetjes en vrouwtjes om te paren. Op kleinere boerderijen vindt deze manier van fokken nog steeds plaats, maar op gespecialiseerde veebedrijven past men tegenwoordig meestal kunstmatige inseminatie toe.
Met selectief fokken kan ervoor worden gezorgd dat het nageslacht specifieke eigenschappen overneemt van de ouders. Zo kunnen er dieren worden gefokt die beter het doel dienen waarvoor zij gehouden worden. De boer laat in dit geval mannetjes met specifieke eigenschappen paren met vrouwtjes die ook gunstige eigenschappen hebben. Dit kan bijvoorbeeld een snelle groei, een hoge melk-, vlees- of eiproductie, het type vlees of bestendigheid tegen ziekten zijn. Als met dieren van hetzelfde ras wordt gefokt, heet dit raszuiver fokken. Het is echter ook mogelijk dat een agrariër twee dieren van een verschillend ras laat paren. Dit heet kruisen. Op deze manier kan er een nieuw, gemengd ras ontstaan, dat bepaalde eigenschappen van twee verschillende rassen combineert (zie ook heterosis).

### Intensieve veeteelt

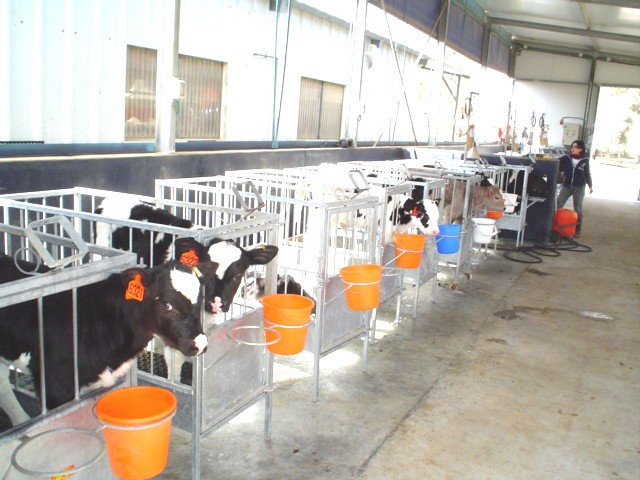
Melkkalveren individueel gehuisvest om kruisbesmetting van ziekte voorkomen.

Het bedrijven van intensieve veeteelt of bio-industrie is een middel om de productie van landbouwproducten te verhogen. Een landbouwbedrijf waar intensieve veeteelt plaatsvindt wordt gekenschetst door het gebruik van veel input met het doel om de productie te maximaliseren. Het baseert zich op het gebruik van kunstmest, het gebruik van ruwvoer en krachtvoer (geconcentreerde diervoeding) en diergeneesmiddelen. Dieren in de intensieve veehouderij staan soms het gehele jaar binnen in een stal waar ze voer al of niet in geconcentreerde vorm te eten krijgen. De intensieve veeteelt wordt geassocieerd met het stijgende gebruik van moderne praktijken en landbouwmechanisatie.

### Ongedierte en ziekten
Vee is vatbaar voor allerlei verschillende ziekten veroorzaakt door bacteriën, virussen, insecten en schimmels. Om continuïteit in het landbouwbedrijf te garanderen, moet een veehouder deze ziekten proberen te voorkomen en waar nodig in te dammen. Koeien kunnen bijvoorbeeld lijden aan uierontsteking, de ziekte van Bang of mond-en-klauwzeer, die dodelijk kunnen zijn. Sommige kippenrassen zijn bijzonder vatbaar voor Marekse verlamming, en vogelpest is een besmettelijke ziekte die een heel pluimveebedrijf kan treffen.
Sommige ziekten, met name in tropische gebieden, worden veroorzaakt door parasieten, die van het ene dier op het andere dier kunnen worden overgebracht. De tseetseevlieg is een voorbeeld van een dergelijke ziekteverspreider.
Andere ziekten kunnen worden veroorzaakt door dieren op een bepaalde manier te voeden. Zo kunnen schapen die in natte gebieden gras eten de leverbotziekte krijgen. Deze ziekte wordt veroorzaakt door cysten die zich in het lichaam ontwikkelen tot een zuigworm of leverbot. Dieren die niet goed schoongemaakt worden kunnen het slachtoffer worden van maden. Een vlieg legt haar eitjes op het lichaam van het dier, waaruit maden komen die zich om te groeien een weg naar binnen vreten en zo het dier dodelijk kunnen verwonden.
Er zijn in Nederland verschillende systemen voor het monitoren van dierziekten in de veehouderij, zoals de aangifteplicht voor besmettelijke dierziekten en de diergezondheidsmonitoring.

### Melkveehouderij

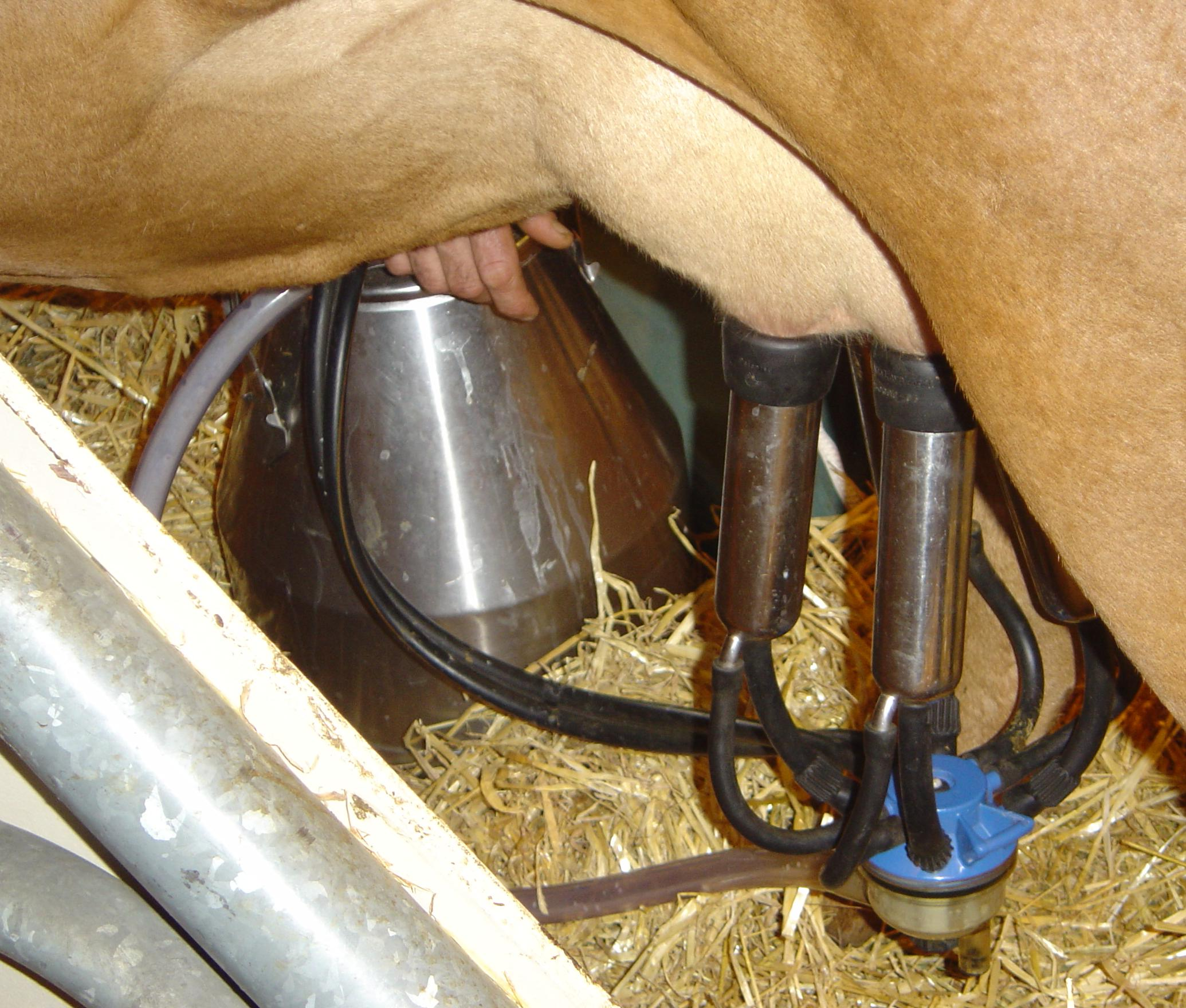
Een melkmachine

In de westerse wereld worden er op melkveebedrijven grote kuddes koeien gehouden die alleen voor hun melk worden gebruikt. Om zo veel mogelijk melk te produceren, worden er speciale rassen gebruikt, krijgen de dieren voldoende drinkwater, en grazen ze op weilanden met smakelijke grassen. Omdat een koe van nature melk geeft om haar kalf te voeden, moet een melkkoe eerst van een kalf bevallen voordat ze melk kan produceren. Op de meeste melkveebedrijven krijgen koeien hun eerste kalf rond hun tweede levensjaar. Tijdens hun werkzame leven krijgen ze er vaak meerdere. De eerste paar dagen na de geboorte geeft de koe melk met een afwijkende substantie. Dit wordt biest of colostrum genoemd. Op veel boerenbedrijven blijft het kalf ongeveer een week bij de moeder, waarna het kunstmatig wordt gevoed. De moeder blijft dan als ze steeds gemolken wordt melk geven. Zo'n zeven weken na de geboorte bereikt de melkproductie het hoogtepunt, maar ook daarna geeft de koe nog voldoende melk om economisch aantrekkelijk te zijn. De melkproductie houdt gemiddeld acht en een halve maand aan.
Op moderne melkveebedrijven gebeurt het melken machinaal in een melkstal. De tepelhouder bootst het zuigen van een kalf na. Een pulsator geeft ritmische schommelingen in de luchtdruk binnen de melkbuis, die de melk naar een melktank zuigt. Meestal zit er een vloeistofstroom-meter tussen, die de hoeveelheid melk per koe aangeeft, zodat het rantsoen afgestemd kan worden op de melkproductie. De melk wordt opgeslagen in een tank, die door een melkwagen naar een fabriek wordt gebracht voor verdere verwerking.
Bij het melken met de hand houdt de boer de tepel in de volle hand en knijpt van boven naar beneden in de tepel waardoor de melk eruit spuit. Ook is het mogelijk, vooral bij kleinere huisdieren, bijvoorbeeld schapen, om de tepel tussen duim en wijsvinger te houden en deze dan van boven naar beneden te laten glijden.

### Varkenshouderij

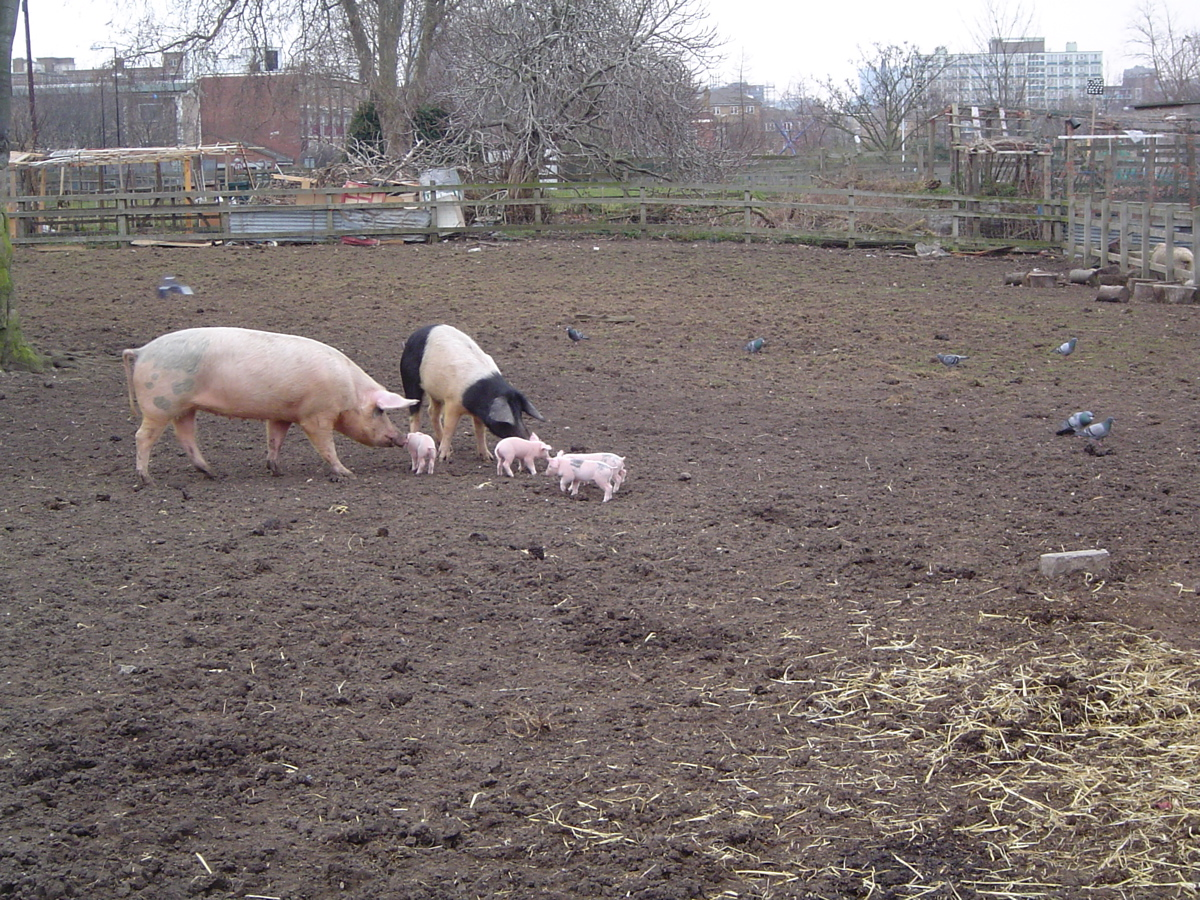
Varkens in een buitenverblijf

Over de hele wereld worden er ongeveer 1 miljard varkens gehouden. Ruim de helft hiervan bevindt zich in Azië, waar varkensvlees meer gegeten wordt dan andere vleessoorten. Het varken (Sus scrofa domesticus) stamt af van het wilde zwijn, dat al zo'n 9000 jaar geleden werd getemd. Aanvankelijk hield men de varkens buiten in een omheinde weide, waar de varkens in de grond konden wroeten op zoek naar eikels, afgevallen vruchten in een boomgaard of klein dierlijk voedsel. Als de grond uitgeput was, verplaatste men de dieren naar een nieuwe weide en werd het oorspronkelijke land gebruikt om gewassen op te verbouwen, omdat het door de varkensmest vruchtbaarder was geworden. Tegenwoordig wordt het merendeel van de varkens echter binnen gehouden.
Veel boeren hebben zich gespecialiseerd in het houden van varkens. In een binnenverblijf, waar de temperatuur constant wordt gehouden en het niet te vochtig is, worden de vleesvarkens gemest. Meestal past een varkenshouder intensieve veeteeltmethoden toe, dat wil zeggen dat de varkens speciaal samengesteld voer krijgen dat bestaat uit granen, tapioca en afval van de levensmiddelenindustrie. Een voedermachine zorgt voor een automatisch verdeling van het voedsel. Uit de automatische watervoorziening komt water wanneer een varken in een tuitje bijt of er met zijn snuit tegenaan drukt. Door roosters in de vloer valt de mest in een put, en de boer kan zijn varkens bekijken door een middengang.
Vroeger stonden varkens in boxen waarin ze zich nauwelijks konden bewegen. Ze werden in een vrij donkere ruimte gehouden, om te voorkomen dat ze agressief worden. In sommige landen, waaronder Nederland, worden via de wet eisen gesteld. Zo is er het varkensbesluit waarin precies omschreven staat waaraan de huisvesting van een varkens moet voldoen.

### Pluimveehouderij
Pluimvee, waartoe kippen, kalkoenen, eenden en ganzen behoren, leveren een groot deel van het vlees dat over de hele wereld wordt gegeten. Daarnaast levert de pluimveesector jaarlijks miljarden eieren. Kippen zijn verreweg de belangrijkste soort pluimvee. Zij leveren het overgrote deel van de eieren die gegeten worden en zijn een belangrijke bron voor vlees. Over de hele wereld worden er ongeveer 8 miljard kippen gehouden.

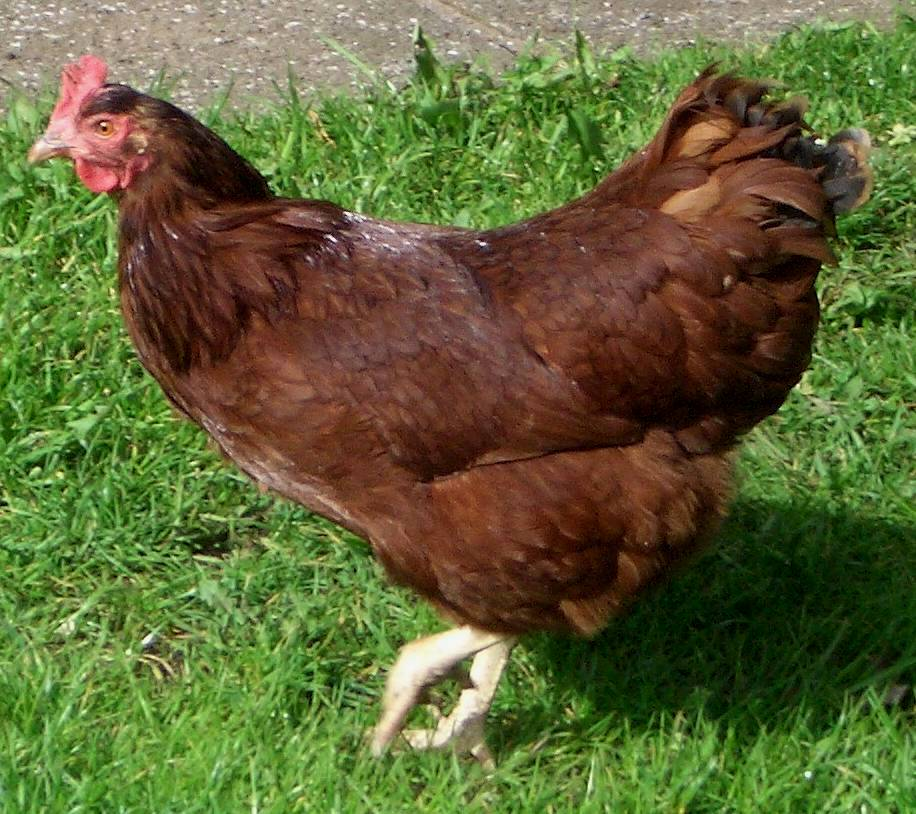
De Rhode Island Red is een populaire scharrelkip met een goede legcapaciteit

In ontwikkelingslanden houden de meeste boeren een paar kippen voor de eieren en het vlees. Deze kippen lopen vrij rond op zoek naar graszaden, kleine insecten en graan. Ook in de westerse wereld zijn er pluimveehouders die dit scharrelsysteem toepassen. Sommige scharrelkippen zitten in grote openluchtrennen met een hok waarin ze kunnen schuilen en legnesten waar ze hun eieren kunnen leggen. Het nadeel is echter dat de productiekosten hoog zijn: de boer heeft veel land en voedsel nodig en de verzorging vereist veel mankracht. Omdat scharrelkippen relatief veel energie gebruiken en het leggen van eieren de kip veel energie kost, leggen scharrelkippen gemiddeld minder eieren dan kippen die de hele dag stilzitten. De eieren zijn daarom relatief duur.
Er zijn daarom een hoop pluimveehouders die hun kippen in schuren houden waar de kippen met soms wel 10.000 stuks bij elkaar zitten in kleine kooien. Hun speciaal voer met extra mineralen krijgen ze uit een automaat en de schuur wordt altijd warm gehouden. Deze kippen verbruiken minder energie, waardoor ze minder voedsel nodig hebben en meer eieren kunnen leggen. De dieren gebruiken weinig ruimte en het productieproces is voor het grootste gedeelte geautomatiseerd. Legbatterijen zijn derhalve erg efficiënt. Toch zijn legbatterijen in een aantal landen verboden, omdat men het gebrek aan bewegingsvrijheid wreed vindt. Batterijhouders verweren deze kritiek vaak met het argument dat de kippen in prima conditie gehouden worden en dat een legbatterij de enige manier is om te voldoen aan de enorme vraag naar eieren.
In de tropen zijn er halfopen schuren, om te zorgen dat de kippen het overdag niet te heet krijgen.
Naast kippen worden er op grote schaal kalkoenen, eenden (met name in tropische gebieden) en ganzen gehouden.

### Bijzondere veehouderij

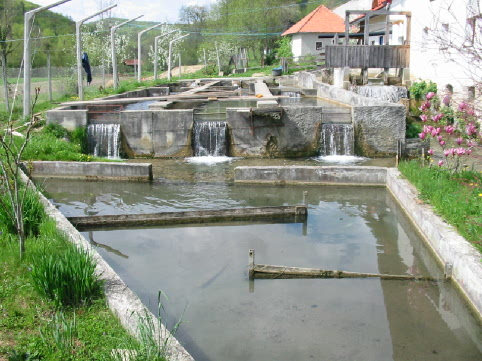
Een viskwekerij in Slovenië

Behalve de bovengenoemde diersoorten zijn er talloze dieren die voor de veeteelt worden gebruikt. In sommige delen van Europa en Noord-Amerika worden edelherten gehouden voor hun vlees. In Zuid-Afrika worden kuddes struisvogels gehouden, met name voor hun kostbare veren, het vlees en het leer. De enorme eierschalen kunnen aan toeristen verkocht worden als souvenir. Krokodillen worden gefokt voor hun vlees en huiden, en de rups van de zijdevlinder levert 85% van alle zijde.
Het kweken van vissen zoals karpers, zalm en forellen in kunstmatig aangelegde vijvers wordt in China al heel lang gedaan. Dit levert ongeveer 40% van alle vis op die in dat land wordt gegeten. Tegenwoordig vindt kunstmatige viskweek ook plaats in Europa en Noord-Amerika, zoals van paling en zalm. In sommige ontwikkelingslanden kweekt men vis als aanvulling op het dagelijks voedsel.

## Akkerbouw

### Graangewassen

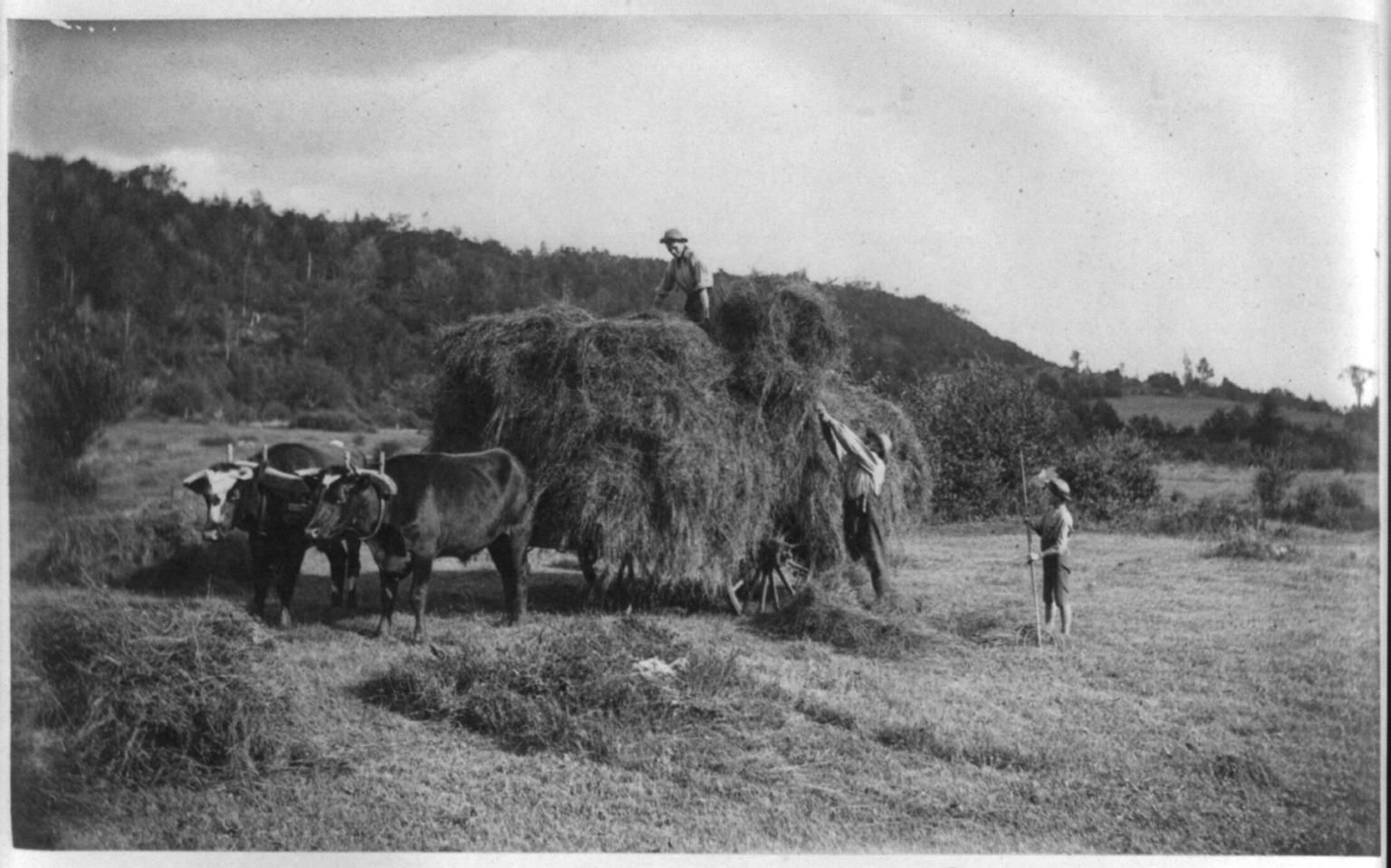
Hooien aan het einde van de 19e eeuw, (The last load, Rudolf Eickemeyer, 1893).

Ongeveer 15% van de landbouwgrond in de wereld wordt gebruikt voor het verbouwen van graan. Graan is de verzamelnaam voor een groot aantal planten uit de grassenfamilie waar grote, eetbare korrels aan groeien. Bekende soorten zijn tarwe, gerst, maïs, rijst, haver, gierst en rogge. Sorghum en teff zijn grassoorten waaruit ook meel gewonnen wordt. Samen leveren deze soorten meer dan de helft van het voedsel in de wereld.
Graan is rijk aan zetmeel. De hele korrels kunnen gegeten worden, zoals meestal bij rijst, of tot bloem worden vermalen. Bloem is de basis van veel belangrijke voedingsmiddelen, zoals brood en deegwaren. Ook worden graangewassen gebruikt als veevoer, voor de bereiding van alcoholische dranken, zoals bier en rijstwijn en voor de zetmeelproductie.
Graanplanten groeien uit graankorrels (zaaizaad) die bewaard zijn van de vorige oogst. De manier van zaaien, telen en oogsten verschilt van land tot land en hangt af van klimaatfactoren, grondsoort en technologische ontwikkeling. In minder ontwikkelde landen gebeurt het meeste werk met de hand, terwijl in de westerse wereld veelal intensieve landbouwmethoden worden toegepast en men beschikt over enorme machines zoals maaidorsers.

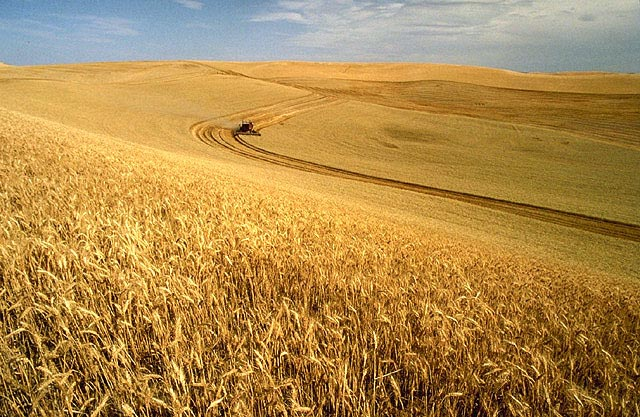
Tarweveld met maaidorser

Bij het oogsten met de hand worden de aren afgesneden met een sikkel (een groot krom mes), zoals bij rijst. Bij andere granen worden de stengels met een zeis afgemaaid en vervolgens gebundeld tot schoven, waarna ze op het land nadrogen. Daarna worden de schoven opgestapeld en wordt er gewacht tot er tijd is om te dorsen: het scheiden van de korrels van de stengels (het stro). De dorser slaat op de aren met een buigzame stok of vlegel, slaat met een bosje aren tegen iets hards of laat mensen of dieren eroverheen lopen. Als het gedorste graan vanaf een zeef of blad in de lucht geworpen wordt, kan de wind het kaf en andere losse stukjes wegblazen. Dat noemt men wannen. Zwaarder afval wordt met de hand van het blad geplukt, of verdwijnt door de gaten van de zeef.
In de westerse wereld doen maaidorsers al het werk. Ze maaien en dorsen het graan, blazen het kaf weg en storten het graan in een laadbak in één werkgang. Het stro komt er aan de achterkant uit via een zogenaamde stortkoker.

### Rijst
Rijst is een graangewas dat door meer dan de helft van de wereldbevolking dagelijks gegeten wordt. Vooral in arme landen wordt rijst verbouwd, omdat deze landen zich vaak in een tropisch klimaat bevinden waar rijst goed kan groeien, en omdat het produceren van rijst goedkoop is. Witte rijst is rijk aan zetmeel maar arm aan eiwit en vitaminen. Daarom moeten mensen die voornamelijk witte rijst eten hun menu aanvullen met ander voedsel. Bij witte rijst wordt de korrel geslepen en daarmee het eiwitrijke kiempje en de vitamine houdende buitenlaag weggehaald. Het is daarom gezonder om bruine of parboiled rijst te eten.
Er bestaan honderden verschillende rassen rijst. Elk ras heeft specifieke eigenschappen en stelt bepaalde eisen aan de wijze van productie. Er is een natte rijst productie en een droge rijst productie. Rassen van natte rijst (padie) gedijen het beste in een laagje water. Vanwege deze eigenschappen is de natte rijst verbouw bijzonder populair in Azië en Midden-Amerika, waar veel regen valt.
Andere rassen groeien beter op een afgewaterde bodem (droge rijstteelt). Deze rassen worden voornamelijk gekweekt in Australië en Amerika.
Er zijn kortstro en langstro rassen. De Groene Revolutie is veroorzaakt door de komst van kortstrorassen, die een veel hogere korrelopbrengst geven. Voor een geslaagde teelt moeten deze rassen echter verbouwd worden op vlakke velden, moet er voldoende kunstmest gegeven worden en moeten insecten bestreden worden.

### Plantages
Een plantage is een stuk land waarop overblijvende bomen of struiken op worden verbouwd. De meeste plantages bevinden zich in de tropen, bijvoorbeeld voor de productie van thee, rubber, suikerriet en bananen, maar ook in gematigde streken zijn plantages te vinden. Zo zijn er wijngaarden, boomgaarden en aanplantingen voor timmerhout.

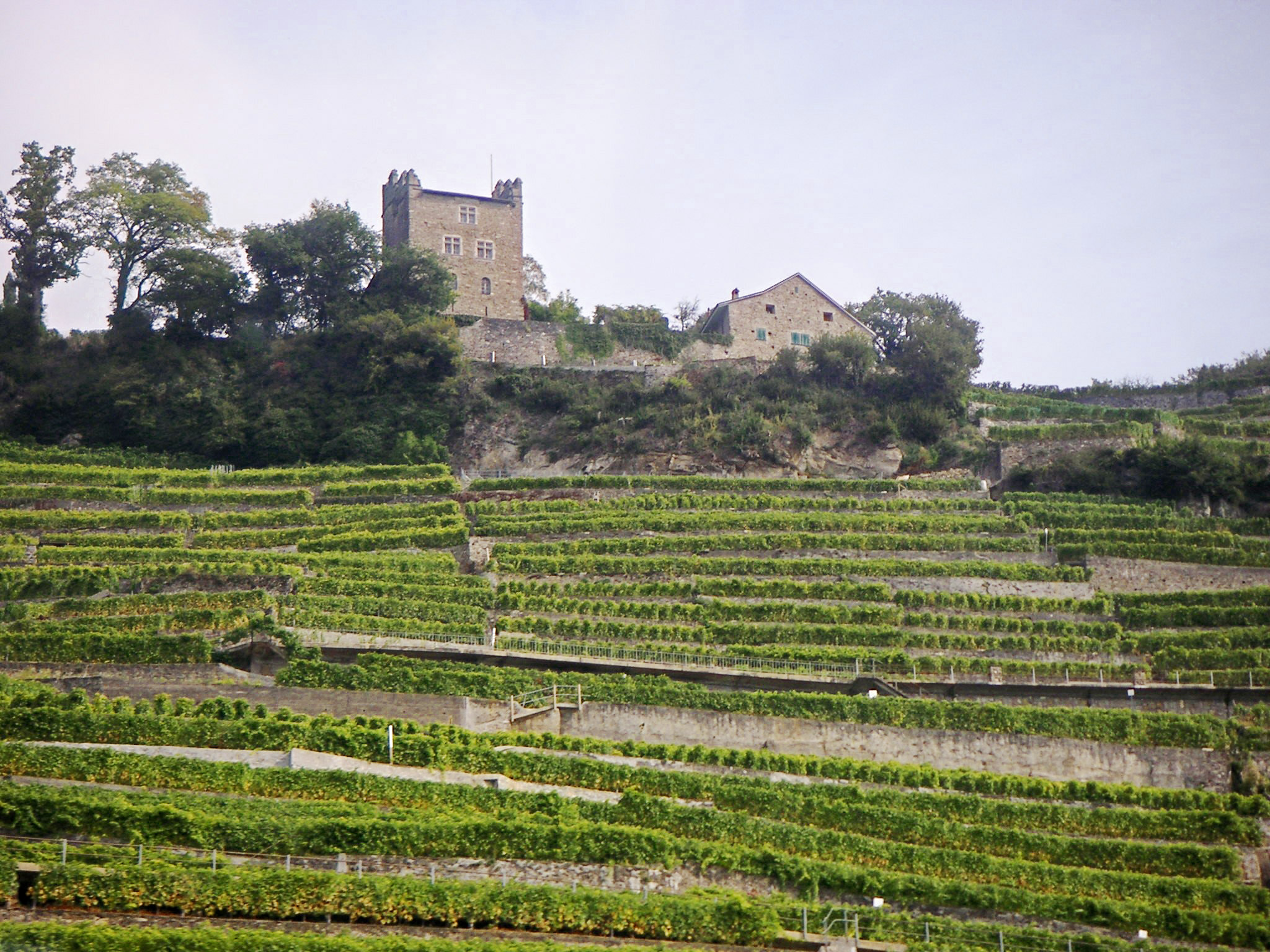
Wijngaarden op terrasheuvels in Zwitserland

In ontwikkelingslanden wordt een groot deel van de landbouwgrond gebruikt voor plantages met exportgewassen die verkocht worden aan rijke landen. Vaak levert dit de exporterende landen zo weinig op, dat het nauwelijks lonend is. Dit systeem heeft daarom veel kritiek te verduren gekregen en is de basis geweest voor initiatieven als Fairtrade Original.

### Kaalslag
In het tropische oerwoud van Zuid-Amerika en Indonesië wordt een traditioneel akkerbouwsysteem toegepast, dat vroeger in Europa werd gepraktiseerd. Elke boer kapt een stukje bos en steekt de omgehakte bomen in brand. Door de verbranding komt as vrij, dat de bodem vruchtbaar maakt. Vervolgens worden er gewassen op het kale stuk grond verbouwd. Doordat de bosgrond niet bemest wordt verliest deze echter al snel zijn vruchtbaarheid, waardoor de boer wordt gedwongen na verloop van tijd naar een nieuw stuk grond te verhuizen. Het leegkappen van het bos door trekkende boeren wordt in Indonesië ladangen genoemd.
Wanneer de boeren over een groot gebied verspreid zijn, heeft de natuur de kans zich te herstellen. De verlaten velden worden dan lange tijd niet gebruikt, zodat er weer een nieuwe bosvegetatie ontstaat. Er zijn echter zo veel trekkende boeren, dat het een bedreiging vormt voor het tropische regenwoud. Elk jaar worden er grote stukken onvruchtbaar bos achtergelaten, terwijl er te weinig nieuwe vegetatie voor in de plaats komt. Geleidelijk verzwakt de bodem door gebrek aan humus en kan er bodemerosie optreden.
Ook worden er in Brazilië grote stukken bos omgehakt voor de teelt van soja voor export.

### Wisselbouw

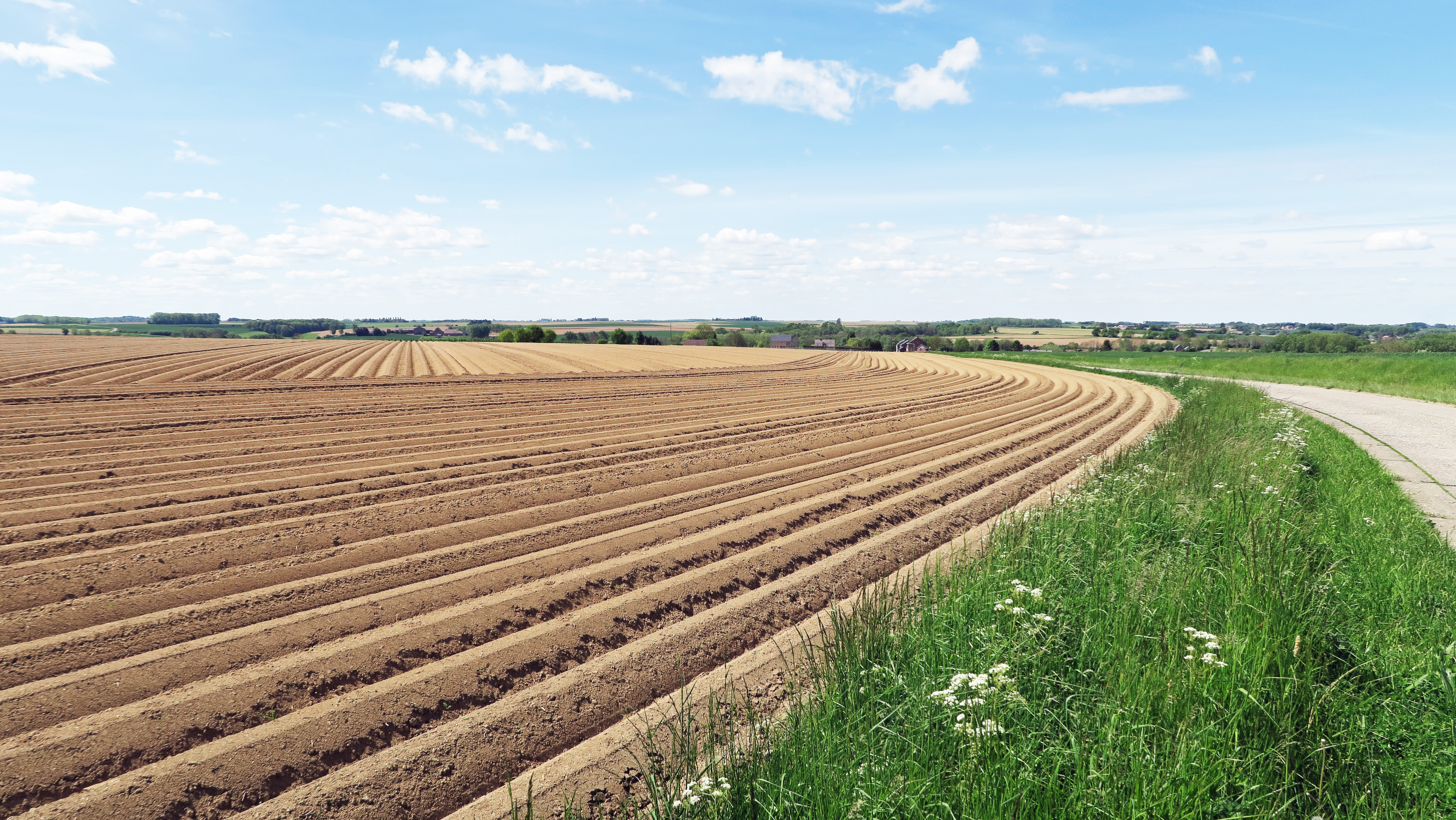
Voorbereiding van een aardappeloogst in Haspengouw, België

Als een boer elk jaar hetzelfde gewas verbouwt op hetzelfde stuk land, raken bepaalde voedingsstoffen in de bodem uitgeput en treden allerlei ziekten op. Daarom wordt er vruchtwisseling toegepast en worden de voedingsstoffen aangevuld met mest en kunstmest. Hierbij worden gewassoorten elk jaar op een ander stuk grond verbouwd. Elk jaar schuiven de gewassen een plaats op en komen uiteindelijk na een aantal jaren weer op hetzelfde stuk grond. Het principe van vruchtwisseling werd reeds in de vroege Middeleeuwen toegepast, eerst als tweeslagstelsel en na Karel de Grote als drieslagstelsel.

## Tuinbouw
Tuinbouw is een vorm van intensieve landbouw waaronder het telen van vruchten, groenten, sierplanten, bomen en paddenstoelen wordt verstaan. Met behulp van kunstmest, bestrijdingsmiddelen, irrigatie en broeikassen wordt een zo groot mogelijke opbrengst gegenereerd. Een tuinbouwbedrijf is doorgaans kleiner dan een boerderij waar landbouwgewassen zoals tarwe worden verbouwd. Toch zijn er in sommige landen, waaronder Nederland en Denemarken, zeer grote tuinbouwbedrijven.

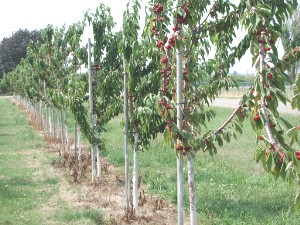
Boomgaard waar zure kersen worden verbouwd

Oorspronkelijk werden in de kassen vooral groenten geteeld. Vanwege de hogere winstmarges zijn veel tuinbouwondernemers overgegaan op de teelt van siergewassen. Hierdoor ontstond in Nederland een grote productie van bloemen onder glas. De bloemen worden verkocht via veilingen, die nu ook buitenlandse bloemen verhandelen.
De kuststreek is bij uitstek geschikt voor de teelt van bloembollen. Jaarlijks worden miljoenen bloembollen gekweekt, waarvan er veel worden geëxporteerd. Ook worden bollen onder glas in bloei getrokken en als snijbloem verkocht zoals de tulp en narcis. De kleurrijke bollenvelden zijn een attractie waar jaarlijks duizenden toeristen op af komen.

### Boomgaard
In boomgaarden kunnen allerlei vruchten worden gekweekt, bijvoorbeeld appels, kersen, peren en pruimen. Door de komst van zwak groeiende onderstammen werd het mogelijk om de boom klein te houden. Hierdoor verdwenen de hoogstamboomgaarden en hoefde niet langer met een ladder geplukt te worden. Tegenwoordig wordt bij appelproductie overwegend de spilvorm toegepast. De appels worden weliswaar nog handmatig geplukt, maar steeds meer hulpmiddelen zoals een lopende band of een rijdende machine waar de vruchten op gelegd worden, worden toegepast.

### Wijngaard
Een wijngaard is landbouwgrond waarop druiven worden verbouwd. Wilde druiven stammen uit het westen van Azië, maar worden nu in veel Europese landen verbouwd. Vooral Frankrijk is beroemd om zijn vele wijngaarden, maar ook in andere landen waar het warm genoeg is en niet te nat, verbouwt men de vrucht. Behalve voor de productie van wijn worden druiven ook gebruikt om los te eten of om krenten en rozijnen van te maken.

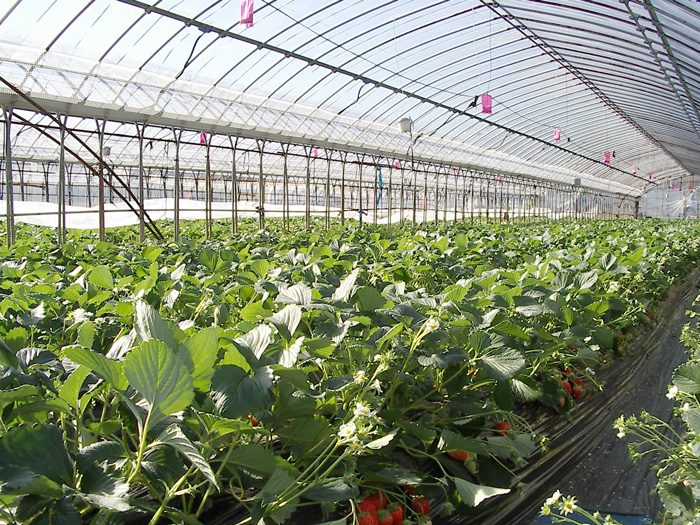
Broeikas voor de teelt van aardbeien in Japan

### Glastuinbouw
Glastuinbouw vormt een gecontroleerde omgeving om voor een optimale omgeving voor de groei van gewassen te zorgen. Door een kunstmatig klimaat te creëren kunnen tuinders hun planten buiten het normale seizoen laten groeien en kunnen gewassen buiten hun natuurlijke omgeving worden verbouwd. Een nadeel van de kweek ten opzichte van die in de buitenlucht is dat het kweken in kassen duur is, dus de tuinders leggen zich toe op producten die veel opbrengen, zoals tomaten, paprika's, komkommers, snijbloemen zoals orchideeën, roos, chrysant en gerbera, potplanten en cactussen.
Het principe van de glastuinbouw is dat er door het glas of plastic zonnestralen komen die op de bodem en de planten vallen. Vervolgens staan de bodem en de planten warmte af met een lager energieniveau. Deze warmte kan daardoor niet ontsnappen door het glas, zodat de lucht binnen warmer wordt dan buiten. Bij gebrek aan voldoende zonlicht en in de winter kunnen grote buizen die door de kas lopen voor warmte zorgen. In een kas is een automatisch druppelsysteem aanwezig waardoor de planten water en soms extra voedingsstoffen krijgen. Ventilatieramen zorgen ervoor dat er voldoende luchtcirculatie is. Tegenwoordig wordt vaak niet meer in de grond geteeld, maar in water of op substraat.

### Verticale landbouw
In navolging van Sony, Nisshinbo Holding, Sharp, Mitsubishi Chemical, Panasonic, Showa Denko en Fujitsu kweekt ook Toshiba groenten in een cleanroom of fytotron met verticale landbouw in een fabriekshal, kantoor of winkel waardoor er geen pesticiden nodig zouden zijn tegen plantenziekten en insecten. In de tuinbouw worden ledlampen gebruikt als kweeklamp voor stekken en als groeilamp met blauwe (450 nanometer) en rode leds (660 nm) voor de groei en bloei van planten.

## Gemengde bedrijven
Op een gemengd bedrijf worden zowel gewassen verbouwd als dieren gehouden. De mest van de dieren wordt gebruikt om het land vruchtbaar te maken, terwijl tegelijkertijd de gewassen dienen als voer voor de dieren. Afvalproducten zoals stro worden gebruikt als diervoeding of om de bodem van de veeverblijven te bedekken. Een heel elementaire vorm van gemengde bedrijven vindt plaats in ontwikkelingslanden, waar elk gezin op een klein stuk grond voldoende voedsel produceert om zelf van te leven. In de westerse wereld kiezen boeren voor een gemengd bedrijf als ze verschillende soorten land tot hun beschikking hebben. Zo kan het ene stuk grond zich lenen voor gewassen, terwijl op land dat daar minder geschikt voor is dieren kunnen grazen.

## Irrigatie en beregening

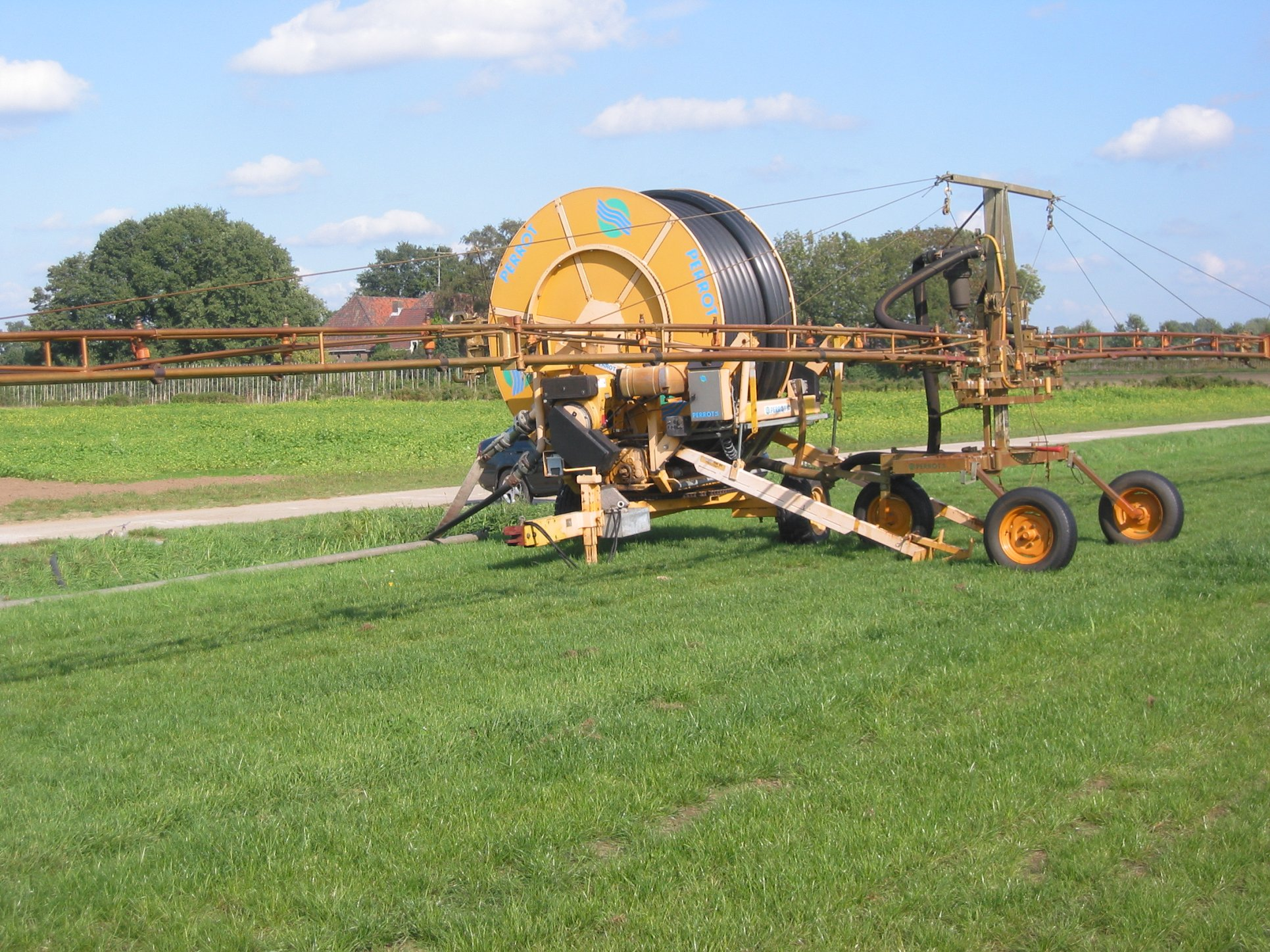
Zelftrekkende sproei-installatie op wielen

Irrigatie, de kunstmatige bevloeiing van landbouwgrond om gewassen te laten groeien, is noodzakelijk in landen waar van nature niet genoeg regen valt voor de gewassen die er worden verbouwd. Sommige landen in het Midden-Oosten, zoals Egypte en Oman, zijn voor de landbouwproductie geheel afhankelijk van een goed irrigatiesysteem om voedsel te kunnen verbouwen, maar ook in veel streken waar het minder droog is wordt irrigatie of beregening veelvuldig toegepast om de productieresultaten te verbeteren.
Bij traditionele irrigatiemethoden wordt er water gewonnen uit een waterput of een natuurlijke bron. Dit water wordt naar de landbouwvelden geleid, waarna het water tussen de gewassen wordt gevloeid of over de gewassen wordt beregend. Percelen waarbij van deze methode gebruik wordt gemaakt zijn vaak voorzien van geulen (oppervlaktekanalen) zodat het water tussen de planten kan stromen en gelijkmatig verdeeld kan worden over de grond.
In de moderne intensieve landbouw wordt gebruikgemaakt van sterk gemechaniseerde systemen waarmee grote gebieden bevloeid of beregend kunnen worden. Voorbeelden van moderne beregeningssystemen zijn sproei-installaties op wielen en draaiende waterkanonnen.

## Intensieve landbouw
In de intensieve landbouw wordt bij de productie gebruikgemaakt van geavanceerde machines en chemicaliën zoals kunstmest en bestrijdingsmiddelen om een zo groot mogelijke opbrengst te krijgen. De methoden kunnen zowel worden toegepast op kleine akkerbouwbedrijven als op grote boerenbedrijven. In combinatie met een moderne commerciële aanpak ontstaat zo een landbouwindustrie. Een boer kan overgaan op intensieve methoden als er vraag is naar zijn product en als hij zich de machines en chemicaliën kan veroorloven. Omdat intensieve landbouw een duur systeem is, worden deze methoden meestal alleen in de rijkere landen toegepast.

### Overschotten
Als gevolg van de technische vooruitgang na de Tweede Wereldoorlog, gecombineerd met een subsidiepolitiek die gericht was op voedselzekerheid via het vergroten van de productie, werd er vooral in de jaren 80 meer geproduceerd dan op de lokale of wereldmarkt afgezet kon worden. Dit waren de zogenaamde boterbergen, melkplassen enz. In sommige gevallen werden de overschotten vernietigd.
Een belangrijke oorzaak hiervan was de productiegebondenheid van de subsidies; dat wil zeggen dat landbouwers subsidies kregen in verhouding tot de geproduceerde hoeveelheid. Sinds de MacSharry-hervormingen van 1992 wordt de Europese subsidiepolitiek stelselmatig hervormd en sinds 2003 zijn de subsidies bijna volledig 'ontkoppeld'. Deze ontkoppeling tussen subsidies en productie gaat nog steeds verder. In 2008 loopt zo o.a. de Health Check die nagaat of het landbouwbeleid zijn doelstellingen nog efficiënt haalt.
Door de toenemende welvaart in China en India is men daar steeds meer vlees gaan eten en zijn er geen overschotten meer. Ook is de braakregeling in de Europese Unie opgeschort. Ook is er discussie over de wenselijkheid van het gebruik van voedelgewassen voor de productie van bio-energie.

### Energiebehoefte
Voor de intensieve landbouwmethoden is veel energie nodig: om de gebouwen te verwarmen en als brandstof voor de landbouwmachines. Ook het maken van de chemicaliën die op de boerderij worden gebruikt kost energie. Op een traditionele boerderij daarentegen zijn het mensen die het meeste werk verrichten.

### Veredeling
Door selectief te kweken, zoals bij plantenveredeling, worden de genetische eigenschappen van planten en dieren verbeterd.

Een stap verder is genetische manipulatie. Via het isoleren van genen is de werking van deze genen ontdekt en kunnen deze genen gericht in een organisme ingebracht worden. Bij planten heeft men bijvoorbeeld genen ingebracht door kruising en door genetische manipulatie die de plant resistent maken voor bepaalde schadelijke insecten, en zijn er genen ingebracht die het rijpingsproces vertragen.

### Bemesting

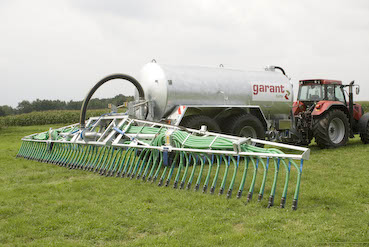
Toedienen van dierlijke mest aan de hand van een sleufkouterbemester.

Aan de grond die gebruikt wordt voor het verbouwen van gewassen, worden elementen als stikstof onttrokken. Dit verlies aan elementen moet worden aangevuld, dit gebeurt door middel van bemesting. De bemesting kan gebeuren met dierlijke mest of met kunstmest. Voor het bepalen van de benodigde hoeveelheid mest wordt de bodem regelmatig bemonsterd en wordt in het laboratorium de hoeveelheden aanwezige voedingsstoffen bepaald. Ook de dierlijke mest wordt bemonsterd. De basisbemesting kan met dierlijke mest gedaan worden, een extra gift tijdens de groei van het gewas altijd met kunstmest.
Het gevaar van mest is dat, bij niet op het juiste tijdstip bemesten of een te hoge gift geven (overbemesting) het grondwater en het oppervlaktewater kan verontreinigen. Bij verontreiniging van het oppervlaktewater kan er eutrofiëring optreden. Daarom zijn er voor dierlijke mest regels opgesteld voor het tijdstip van bemesting in het Besluit gebruik meststoffen (Bgm). Daarin wordt onderscheid gemaakt naar grondsoort en naar type mest (vaste mest dan wel drijfmest).
- Op grasland mag drijfmest op alle grondsoorten uitgereden worden vanaf 16 februari tot 1 september. Vaste mest mag op klei en veen uitgereden worden van 1 februari tot 16 september en op zand- en lössgrond van 1 februari tot 1 september.
- Op bouwland mag drijfmest op alle grondsoorten uitgereden worden vanaf 1 februari tot 1 augustus, of tot 1 september als uiterlijk op 31 augustus een groenbemester wordt geteeld of als in het najaar bollen geteeld worden. Vaste mest mag jaarrond uitgereden worden op bouwland op klei en veen. Dit geldt ook op zand- en lössgrond indien op de desbetreffende grond bomen worden geteeld, voor zover het uitrijden direct voorafgaand aan de aanplant plaatsvindt; anders mag vaste mest op zand- en lössgrond van vanaf 1 februari tot 1 september worden uitgereden.

Ook zijn er regels opgesteld voor de hoeveelheid te gebruiken stikstof, waarvoor bedrijven een mineralenboekhouding ( Mineralen Aangiftesysteem (MINAS)) moeten bijhouden. MINAS is op 1 februari 2006 vervangen door een nieuw mestbeleid. De belangrijkste onderdelen hiervan zijn:
- Gebruiksnormen voor de hoeveelheden stikstof en fosfaat uit dierlijke mest en kunstmest die toegepast mogen worden bij de teelt van gewassen.
- Gebruiksvoorschriften voor de manier waarop mest wordt toegepast en de perioden waarin dit gebeurt. Zo komt de mest op het juiste moment en op de meest efficiënte manier bij gewassen terecht en wordt verlies naar het milieu beperkt.
- Een stelsel van dierrechten dat grenzen stelt aan het aantal dieren dat mag worden gehouden. Zo wordt voorkomen dat er meer mest geproduceerd wordt dan nuttig gebruikt kan worden bij de teelt van gewassen.
- Regels voor de afvoer van mest van veehouderijbedrijven. Zo is altijd bekend waar de mest vandaan komt en naartoe gaat, en wordt 'dumpen' van mest voorkomen.

Na de oogst van snijmais wordt het land vaak ingezaaid met rogge als groenbemester.

## Biologische, duurzame en verbrede landbouw
In de loop van de afgelopen eeuw is geregeld kritiek op de gangbare methode geformuleerd en zijn diverse alternatieven ontwikkeld.

### Biologische landbouw
In de biologische landbouw die omstreeks de jaren 1970 populair werd wil men zonder chemicaliën werken, waar in de intensieve landbouw gebruik wordt gemaakt van kunstmatige middelen. Voor biologische boeren spelen ethische en ideële overwegingen een grote rol: ze maken zich bijvoorbeeld zorgen over de hoeveelheid chemicaliën en energie die verbruikt worden in de intensieve landbouw. Biologische producten zijn relatief duur. Ook al worden er geen dure chemicaliën gebruikt, het productieproces wordt daardoor erg arbeidsintensief en de oogst is minder groot. Het prijsverschil tussen biologische producten en gangbare producten is in de loop van de jaren wel kleiner geworden.

### Biologisch-dynamische landbouw
De Biologisch-dynamische landbouw (BD-landbouw) is een landbouwmethode, die in de jaren twintig van de twintigste eeuw werd vastgelegd door de Oostenrijkse antroposoof Rudolf Steiner. Bij de BD-landbouwmethode gebruikt men veel kosmische krachten.  Veel landbouwwetenschappers en wetenschapsfilosofen beschouwen deze methode als pseudowetenschap.

### Biologische ongediertebestrijding
Biologische boeren, maar ook de moderne kasteelt en o.a. de moderne suikerbietenteelt maken gebruik van natuurlijke en mechanische methoden om gewassen te beschermen tegen ongedierte. Een voorbeeld van een natuurlijke methode is het plaatsen van uien tussen de andere gewassen; deze houden ongedierte op afstand. Een andere methode is het uitzetten van insecten (zoals het lieveheersbeestje of de motluis) die andere schadelijke insecten opeten. Ook worden resistente mosterd en bladrammenas ingezet om bodemnematoden te bestrijden in de suikerbietenteelt waardoor geen gevaarlijke bodemontsmettingsmiddelen meer nodig zijn. Dit is biologische bestrijding maar heeft niets te maken met de 'biologische teelt'.
Onder mechanische methoden wordt verstaan het verwijderen van onkruid met behulp van machines zoals een schoffelmachine.

### Duurzame en geïntegreerde landbouw
Naast deze alternatieve landbouw, zijn er andere varianten ontstaan die tegemoetkwamen aan eisen die door milieubeweging, natuurbeschermers, dierenactivisten en consumenten werden gesteld aan de landbouw. Geïntegreerde landbouw streeft naar een vorm van landbouw die landbouwproductie en zorg voor natuur, milieu, landschap en mensen combineert. Duurzame landbouw is hiermee verwant en legt de nadruk op de houdbaarheid van de landbouw als het gaat op het gebruik van grond, grondstoffen, water en energie.

### Verbrede of multifunctionele landbouw
Verbrede landbouw is een vorm van landbouwbedrijfsvoering waarin nevenactiviteiten een grote rol spelen. Anno 2018 is dat voor zeker 25% van de boeren in Nederland het geval. Bij deze activiteiten gaat het om ongeveer 500 miljoen euro.
De agrarische bedrijven die hun productie en omgeving combineren met het leveren van diensten aan de samenleving, ondernemen activiteiten als productenverkoop (boerderijwinkel, huis-aan-huisverkoop, groentenpakkettenverkoop via internet), agrotoerisme (boerderijcamping, bed and breakfast, zorgboerderij), kinderopvang op de boerderij, agrarisch natuurbeheer, zorglandbouw, of boerderijeducatie, stalling van goederen of dieren, verwerking van landbouwproducten en loonwerk voor derden.
Een van de doelen is om de relatie tussen het boerenbedrijf en de burger c.q. consument te verbeteren. Met multifunctionele landbouw worden, zo beoogt men, de landbouw en de samenleving (opnieuw) met elkaar verbonden.

## Maatschappelijke discussie
Na het verschijnen van het boek Silent Spring van Rachel Carson in 1962 begon de landbouw ter discussie te staan. Met name het gebruik van chemische bestrijdingsmiddelen tegen plantenziekten, plagen en onkruid zorgde ervoor dat veel vogels, met name roofvogels, stierven. Daardoor ontstond hernieuwde belangstelling voor de al langer bestaande biologische landbouw.
Sindsdien zijn ook andere aspecten van de intensieve landbouw onderwerp van maatschappelijke discussie geworden. Bijvoorbeeld zaadveredeling is een Nederlandse specialiteit. De steeds meer toenemende invloed van een klein aantal zaadveredelings- en chemisch-farmaceutische bedrijven is een zorg geworden voor zowel boeren als consumenten. De patentbescherming, die aan bedrijven wordt toegekend, die nieuwe soorten zaden ontwikkelen met behulp van genetische technologie, stelt deze bedrijven in staat hun zaad aan boeren een licentie voor het gebruik te geven. Dit heeft het machtsevenwicht volledig naar de zaadproducenten doen doorslaan. Sommigen zien dit als biopiraterij.
Verder zijn er diverse vragen bijvoorbeeld op het gebied van luchtvervuiling, de intensieve veehouderij, overbemesting en de maatschappelijke effecten van de interventieprijs. Deze laatste houdt verband met de landbouwpolitiek. De genetische manipulatie heeft geleid tot indringende vragen over de gezondheid- en de milieueffecten. Door het uitbreken van dierziekten zoals BSE, varkenspest, MKZ en vogelpest is ook dierenwelzijn een algemeen onderwerp van gesprek.

## Landbouw per land

### België
In België is de landbouw verhoudingsgewijs minder belangrijk voor de economie. Hoewel 10,3% van de Belgische uitvoer uit de landbouwsector komt, levert deze slechts 0,77% van het bbp op (cijfers 2008). In 2009 stelde de Belgische landbouw 83.865 arbeidskrachten (zo'n 2% van de werkende bevolking) tewerk, waarvan 58.635 in Vlaanderen en 25.176 in Wallonië. De totale oppervlakte cultuurgrond bedroeg toen 1.365.155 hectare.

### Nederland
Nederland is een op wereldschaal belangrijke exporteur van agrarische producten, ook al werkt maar 3% van de Nederlanders in de agrarische sector en is 2,2% van het bruto binnenlands product afkomstig uit de agrarische sector. De landbouw in Nederland heeft 2,3 miljoen hectare in gebruik. In 2008 was 55 procent van het totale landoppervlak van Nederland in gebruik voor landbouw.

### Suriname
In Suriname is 10% van de bevolking werkzaam in de agrarische sector, die in 2017 goed was voor 11,6% van het bbp.

### Zuid-Afrika
Hoewel er 9% van de Zuid-Afrikaanse bevolking in de landbouw werkt, levert deze 3% van het bbp op.

## Statistieken

### Organisaties
Tienjarige vooruitzichten voor de wereldlandbouw, Agricultural Outlook worden met tussenpozen opgemaakt in een gezamenlijke publicaties door de OESO/FAO.

### Gewassen
De wereldproductie van enkele belangrijke landbouwproducten in 2004, in miljoenen ton, gebaseerd op schattingen van de USDA:
| Landbouwproduct        | Productie |
| ---------------------- | --------- |
| Suikerriet             | 1.324     |
| Maïs                   | 721       |
| Tarwe                  | 627       |
| Rijst                  | 606       |
| Aardappelen            | 328       |
| Suikerbieten           | 249       |
| Sojabonen              | 204       |
| Cassave                | 203       |
| Gierst                 | 154       |
| Zoete aardappelen      | 127       |
| Tomaten                | 120       |
| Watermeloenen          | 95        |
| Katoen                 | 72        |
| Bananen                | 71        |
| Witte kool             | 68        |
| Druiven                | 67        |
| Sinaasappels           | 63        |
| Appels                 | 62        |
| Sorghum                | 59        |
| Uien                   | 55        |
| Kokosnoten             | 55        |
| Koolzaad               | 46        |
| Katoenzaad             | 44        |
| Komkommers en augurken | 41        |

### Vee
Het aantal stuks vee in 2004, in miljoenen dieren, gebaseerd op schattingen van de USDA:
| Dier                 | Aantal |
| -------------------- | ------ |
| Kippen               | 16.352 |
| Runderen             | 1.339  |
| Schapen              | 1.059  |
| Eenden               | 1.056  |
| Varkens              | 948    |
| Geiten               | 783    |
| Ganzen               | 295    |
| Konijnen             | 291    |
| Kalkoenen            | 277    |
| Buffels              | 172    |
| Bijen (in korven)    | 62     |
| Paarden              | 55     |
| Okapi's              | 43     |
| Ezels                | 40     |
| Kamelen              | 19     |
| Muildieren/Muilezels | 13     |

## Bedrijfstakken
- akkerbouw
- bosbouw
- tuinbouw
  - sierteelt
  - bollenteelt
  - boomteelt
  - champignonteelt
  - fruitteelt
  - groenteteelt
  - zaadteelt
- veeteelt
  - pluimveehouderij
  - rundveehouderij
  - varkenshouderij